# Паллаев, Гаибназар Паллаевич
Гаибназар (Гоибназар) Паллаевич Паллаев (20 мая 1929, Ош, Киргизская АССР, РСФСР, СССР — 8 сентября 2000, Душанбе, Таджикистан) — советский таджикский государственный и партийный деятель. Член КПСС. Член ЦРК КПСС (1986—1990), первый секретарь Курган-Тюбинского обкома КП Таджикистана (1977—1984). Депутат Совета Национальностей Верховного Совета СССР 10-11 созывов (1970—1989) от Таджикской ССР. Депутат Верховного Совета Таджикской ССР.

## Биография
Родился 20 мая 1929 в городе Ош. Отец — Палла-полвон, уроженец таджикского Бадахшана, рабочий золотого прииска Туямуюн.
В 1937 году семья Паллаевых перебралась обратно в Шугнанский район, и отец отдал учиться сына в детский дом, затем в интернат. 

### Образование
В 1954 окончил Таджикский сельскохозяйственный институт.

### Трудовая деятельность
- В 1954—1958 годах — агроном колхоза им. Кагановича Джиликульского района, главный агроном, директор Чубекской МТС Московского района Кулябской области.
- В 1958—1959 годах — начальник инспекции по сельскому хозяйству, зам. председателя Московского райисполкома.
- В 1959—1960 годах — секретарь Московского райкома КП Таджикистана.
- В 1960—1961 годах — зам. министра сельского хозяйства ТССР.
- В 1961—1964 годах — первый секретарь Аштского райкома.
- В 1964—1973 годах — первый секретарь Ленинского райкома, секретарь парткома производственного колхозно-совхозного управления.
- В 1973—1977 годах — председатель РО «Таджиксельхозтехника».
- В 1977—1984 годах — первый секретарь Курган-Тюбинского обкома КП Таджикистана.
- С февраля 1984 по апрель 1990 года — председатель Президиума Верховного Совета Таджикской ССР — заместитель Председателя Президиума Верховного Совета СССР.

Весной 1989 года избран народным депутатом СССР  от Вахшского национально-территориального избирательного округа № 358 Таджикской ССР.
В апреле 1990 года на первой сессии Верховного совета Таджикистана 12-го созыва проиграл выборы председателя Верховного Совета ТССР Кахару Макхамову (набрал 62 голоса против 162 у конкурента).
С 1990 года на пенсии, работал председателем Комитета дружбы и сотрудничества стран Азии и Африки в Таджикистане.
Скончался 8 сентября 2000 года, похоронен на кладбище «Лучоб» в Душанбе.

## Семья
Был женат. Жена (с 1956 г.) — Нора Мамиконовна Мартиросян. Старший сын Бадал работает инженером-программистом в Москве, дочь Тамара — юрист, живёт в Краснодаре, младший сын, Мелик — врач, кандидат наук, работает в Афганистане.